# Bohumil Hrabal
Bohumil Hrabal (Brno, 1914. március 28. – Prága, 1997. február 3.) cseh író.

## Élete és művei
Morvaországban, Brno-Židenicé-n született. Apja neve nem ismert. Nevelőapja František Hrabal sörgyári könyvelő, akihez anyja, Marie 1920-ban ment férjhez. A kis Bohumil nem volt jó tanuló, az iskolánál sokkal jobban érdekelte a sörgyár világa és a munkások történetei, különösen nevelőapjának testvére, Jozef volt rá nagy hatással. A nymburki (más források szerint polnai) sörgyárban eltöltött gyermekkor élményei és a kisvárosi hangulat Hrabal számos későbbi művében alapvető motívumként jelenik meg.
1935-ben érettségizett és beiratkozott a prágai Károly Egyetem jogi karára, de a háború és a német megszállás miatt tanulmányait csak 1946-ban fejezte be. A háború alatt rövid ideig vasúti forgalmistaként dolgozott Kostomlatyban, ebből az élményből született a Szigorúan ellenőrzött vonatok (1965), amelyből Jiří Menzel rendezett Oscar-díjas filmet.
Volt biztosítási ügynök, kereskedelmi utazó, és az 1950-es években a kladnói vasműben dolgozott fizikai munkásként Vladimír Boudník képzőművésszel.
1963-tól foglalkozásszerűen ír. Az 1970-es évek elején a csehszlovák hatóságok számos könyvét nem engedték megjelenni, többek között az Őfelsége pincére voltam (Obsluhoval jsem anglického krále) és A városka, ahol megállt az idő (Městečko, kde se zastavil čas) műveket. Egy darabig szamizdatokban és külföldön is publikált.
Öngyilkos lett: a prágai Na Bulovce kórház ötödik emeletéről vetette ki magát. A főorvos téves közlése után széles körben elterjedt az a téves legenda, hogy Hrabal galambokat etetett, hirtelen elszédülhetett, kihajolt, és kizuhant az ablakon. Halálát többen hrabali szatirikus, fekete humorral megkomponált öngyilkosságnak tartják. 

## Irodalmi stílusa, hatása

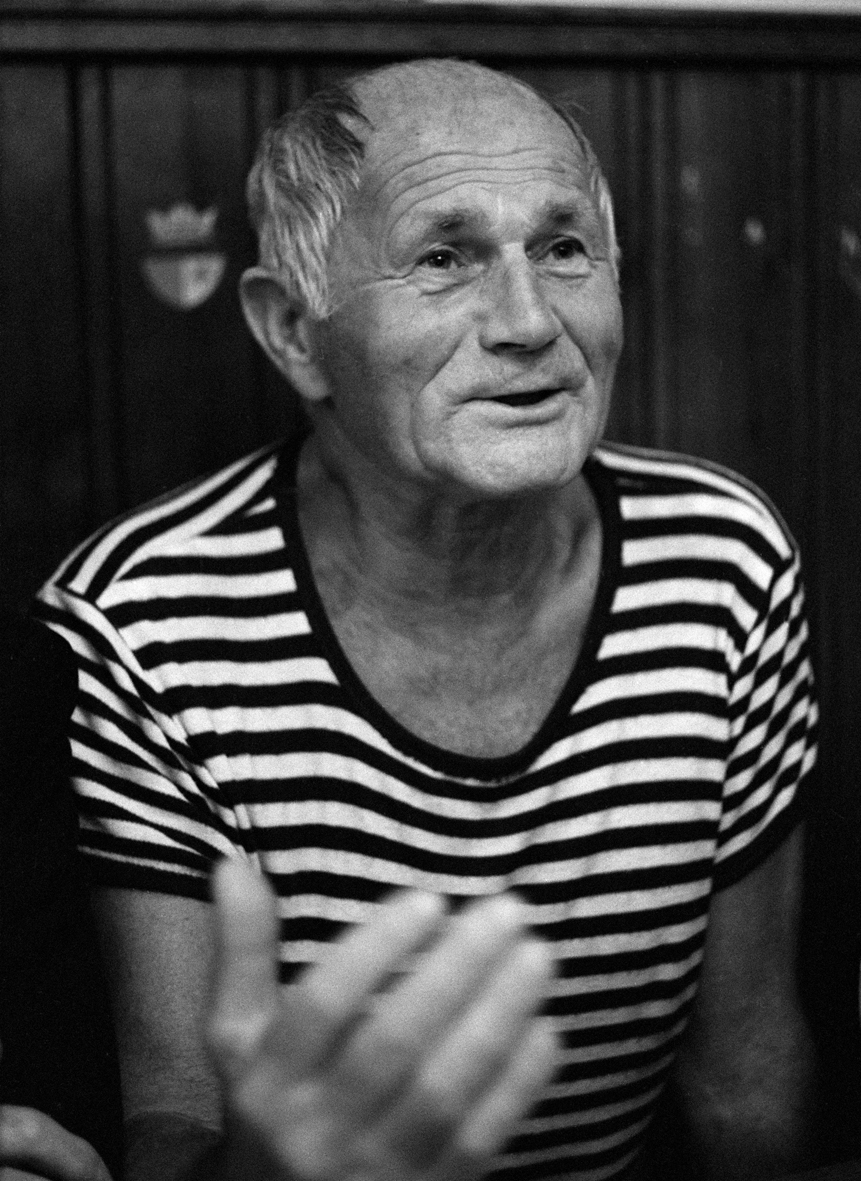
Bohumil Hrabal 1985
Fotó: Hana Hamplová

Kifejező, rendkívül vizuális stílusban írt, gyakran nagyon hosszú mondatokban. Táncórák idősebbeknek és haladóknak (Taneční hodiny pro starší a pokročilé, 1964) című könyve egyetlen hosszú mondat. Kedvenc karakterei gyakran fogalmaznak meg alapvető igazságokat a cseh kispolgár együgyű bölcsességével. Hősei egyszerre nevetségesek – primitív humoruk és kispolgári bujaságuk miatt – és testesítik meg a legnagyobb nehézségeket is túlvészelő életvidámságot és a legrosszabb körülmények között is boldogságra törekvést. Írásait főleg a naplószerű fogalmazás jellemzi, emlékeit valósággal ráönti az olvasókra, ezáltal a vizuális ábrázolás mellett rendkívül szuggesztív is.
Jaroslav Hašekkel és Karel Čapekkel együtt a 20. századi cseh irodalom (különösen a szatíra) vezéralakja. Műveit 27 nyelvre fordították le.

## Idézetek
- „Érdekes, hogy a fiatal költők másra sem gondolnak csak a halálra, a sok vén marhának pedig csak a lányokon jár az esze.” (Táncórák idősebbeknek és haladóknak)
- „Senki más nem fejezi ki úgy Prágát mint Bohumil Hrabal. Csak ő képes a barokk képzeletet a kisember humorával ötvözni.” (Milan Kundera)
- „édesjóistenem, ez az élet mégiscsak bolondulásig gyönyörű!”
- „Minden cselekedetem visszahull a fejemre, így aztán nap mint nap tanúja és oka vagyok drámáimnak.” (Egy osztályismétlő emlékezései)
- „Szeretem hátulról nézni a bekapcsolt tévét.” (Egy osztályismétlő emlékezései)
- „Őszülő hajam díszkoronája csalás és ámítás.” (A meg nem különböztetett figyelem notesze)
- „Mi az igazságtalanság? Hogy a nyílvessző, amit csakis nekem szántak, éppen elkerült.” (A meg nem különböztetett figyelem notesze)

## Művei

### Magyarul

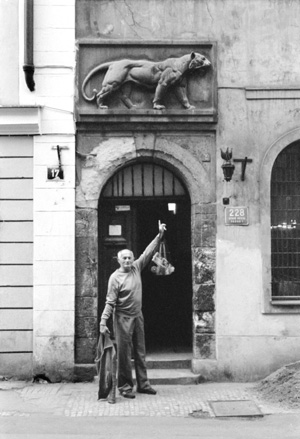
Hrabal elindul hazafelé (Prága, 1987) Fotó: Kertész Dániel

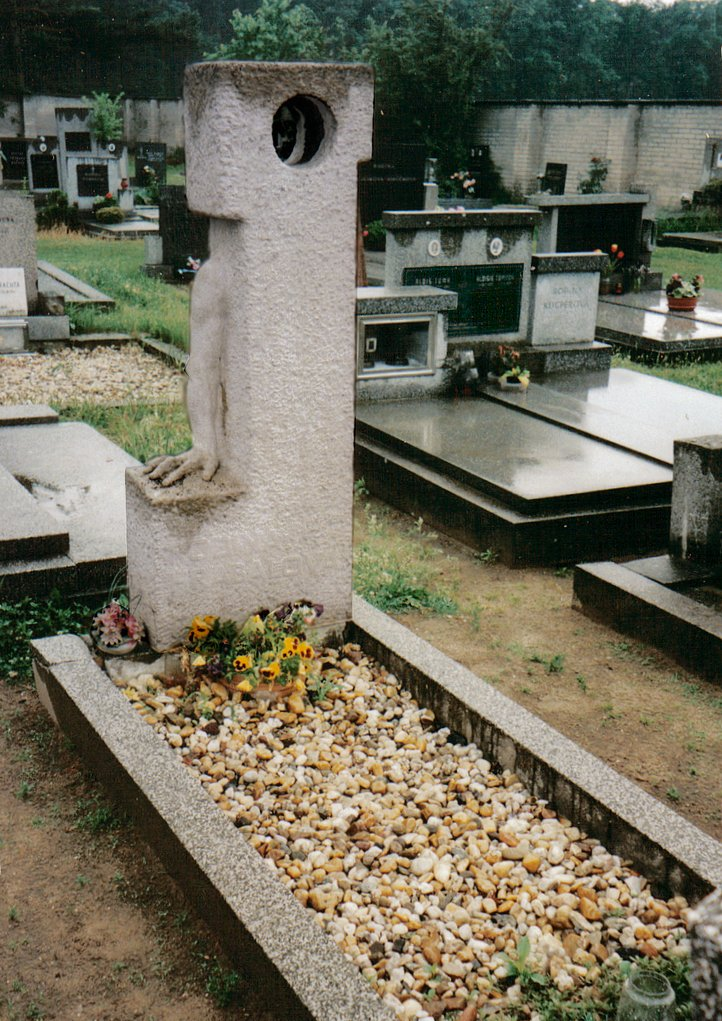
Hrabal sírja

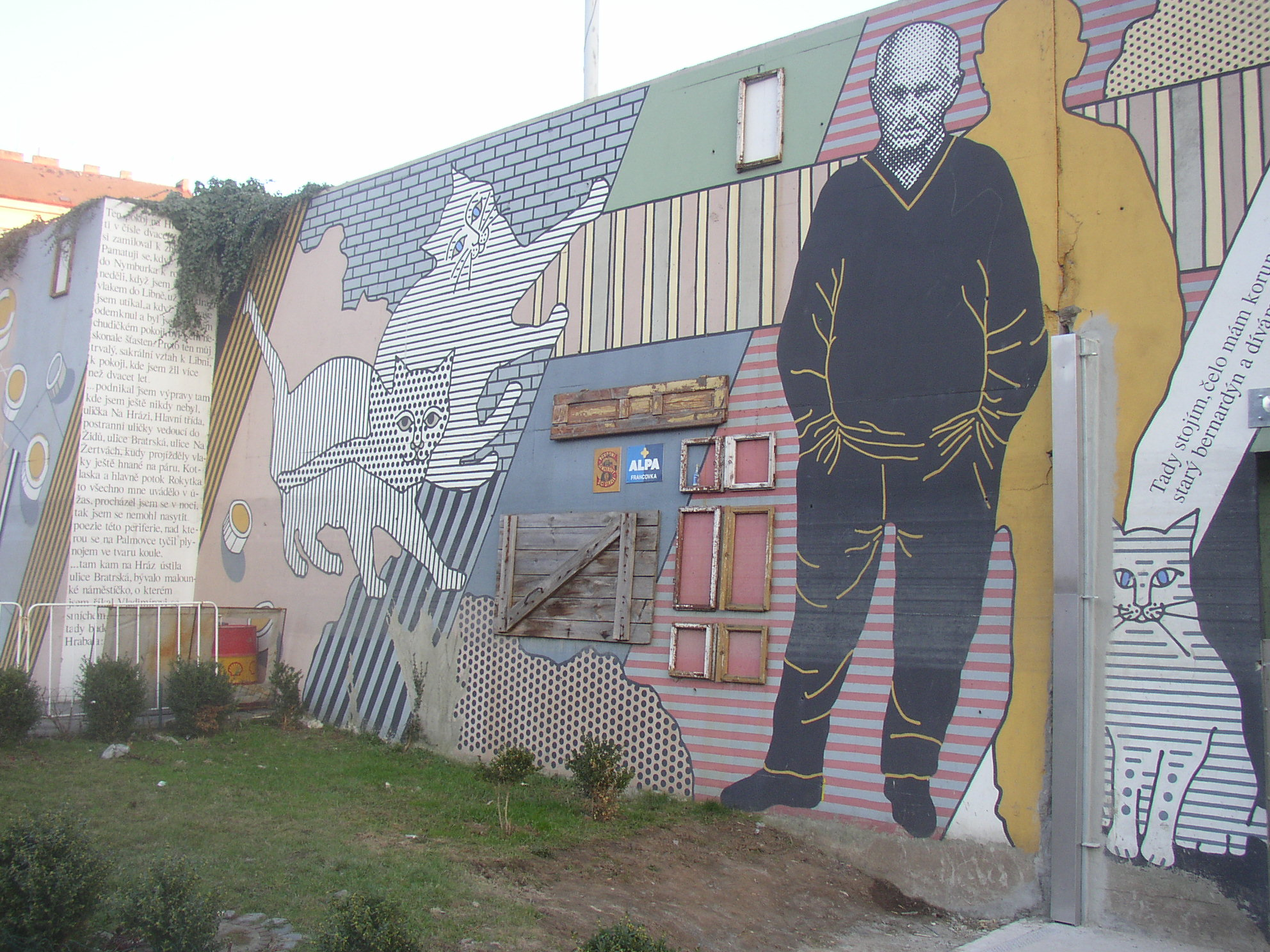
Bohumil Hrabal portréja kedvenc macskáival a prágai »Hrabal-falon«

- Élesen követett vonatok; ford. Zádor András; in: Senki sem fog nevetni. Legújabb cseh elbeszélők; utószó Zádor András; Tatran Szlovákiai Szépirodalmi és Képzőművészeti Könyvkiadó, Pozsony, 1965
- Bambini di Praga 1947; vál., ford. Hosszú Ferenc; Európa, Budapest, 1965 (Modern könyvtár)
- Automata világ; ford. Hosszú Ferenc; in: Égtájak 1967; szerk. Karig Sára, Osztovits Levente; Európa, Budapest, 1967 (Öt világrész elbeszélései)
- Táncórák idősebbeknek és haladóknak; vál., ford. Hosszú Ferenc; Európa, Budapest, 1969
- Tükrök árulása. Elbeszélések; ford. Hap Béla et al.; Európa, Budapest, 1977 (Európa zsebkönyvek)
- Sörgyári capriccio. Regény; ford. Hap Béla; Európa, Budapest, 1979
- Díszgyász; ford. Hosszú Ferenc, V. Detre Zsuzsa; Európa, Budapest, 1981 (Európa zsebkönyvek)
- Gyöngéd barbárok / Túlságosan zajos magány / A gyöngéd barbár; ford. Varga György; Európa, Budapest, 1985 (Európa zsebkönyvek)
- Zajos magány; ford. Varga György; in: Színház, 1986/okt.
- Véres történetek és legendák; vál., előszó Varga György, ford. Hosszú Ferenc et al.; Európa, Budapest, 1989
- Őfelsége pincére voltam; ford. Varga György; Európa, Budapest, 1990 (Európa zsebkönyvek)
- Harlekin milliói. Regény; ford. V. Detre Zsuzsa; Európa, Budapest, 1990
- Zsebcselek. Interjúregény; ford. Szigeti László; Kalligram, Pozsony, 1992
- Levelek Áprilkának; ford. Kiss Szemán Róbert; Göncöl, Budapest, 1992
- Házimurik; ford. Zádor Margit; Európa, Budapest, 1992
- Vita nuova; ford. Körtvélyessy Klára; Európa, Budapest, 1993
- Foghíjak; ford. V. Detre Zsuzsa; Európa, Budapest, 1994
- Skizofrén evangélium; összeáll. Milan Jankovic, Václav Kadlec, előszó Milan Jankovic, utószó Bojtár Endre, ford. Hap Béla et al.; Kalligram, Pozsony, 1996 (Visegrádi könyvek)
- A városka, ahol megállt az idő; ford. Varga György; Európa, Budapest, 1996
- Adagio lamentoso; ford. Körtvélyessy Klára et al., vál. V. Detre Zsuzsa; Európa, Budapest, 1997
- Búvópatakok; ford. Kiss Szemán Róbert; Cartaphilus, Budapest, 1999
- Macska-maszkabál, avagy Gyónás feloldozás nélkül; vál. V. Detre Zsuzsa, ford. Kiss Szemán Róbert, Körtvélyessy Klára, V. Detre Zsuzsa; Európa, Budapest, 1999
- Egy osztályismétlő emlékezései; vál. V. Detre Zsuzsa, ford. Körtvélyessy Klára, Varga György, V. Detre Zsuzsa; Európa, Budapest, 2001
- Szigorúan ellenőrzött vonatok; ford. Zádor András; Európa, Budapest, 2002
- Színnyomatok. Válogatott versek 1947–1976; ford., vál. Tőzsér Árpád; Kalligram, Pozsony, 2006
- Rózsalovag. Elbeszélések; ford. Körtvélyessy Klára, Kiss Szemán Róbert; Cartaphilus, Budapest, 2006
- Csak és csakis a verőfényes napokra emlékezem; ford. Molnár Éva; Tandem Grafikai Stúdió, Budapest, 2021

### Cseh nyelven
- Ztracená ulička, Nymburk: Hrádek, 1948
- Perlička na dne, Prága: CS, 1963
- Pábitelé, Prága: MF, 1964
- Taneční hodiny pro starší a pokročilé, Prága: CS, 1964
- Ostře sledované vlaky, Prága: CS, 1965
- Inzerát na dům, ve kterém už nechci bydlet. Prága: MF, 1965
- Morytáty a legendy, Prága: CS, 1968
- Domácí úkoly, Úvahy a rozhovory. Prága: MF, 1970
- Poupata, Prága: MF, 1970, a cenzúra elkobozta és megsemmisítette
- Obsluhoval jsem anglického krále, Prága: Petlice, 1971 (szamizdat)
- Něžný barbar, Prága: Petlice, 1973 (szamizdat); emigrációban kiadva: Index, Köln, 1981
- Postřižiny, Prága: Petlice, 1974 (szamizdat)
- Městečko, kde se zastavil čas, Prága: Petlice, 1974 (szamizdat); Emigrációban: Comenius, Innsbruck, 1978
- Příliš hlučná samota, Prága: Česká expedice, 1977 (szamizdat); Emigrációban: Index, Köln, 1980
- Slavnosti sněženek, Prága: CS, 1978
- Krasosmutnění, Prága: CS, 1979
- Harlekýnovy milióny, Prága: CS, 1981
- Kluby poezie, Prága: MF, 1981
- Domácí úkoly z pilnosti, Prága: MF, 1982
- Život bez smokingu, Prága: CS, 1986
- Svatby v dome, Prága: Pražská imaginace, 1986 (szamizdat); Emigrációban: 68’Publishers, Toronto, 1987
- Vita nuova, Prága: Pražská imaginace, 1986 (szamizdat); Emigrációban: 68’Publishers, Toronto, 1987
- Proluky, Prága: Petlice, 1986 (szamizdat) Emigrációban: 68’Publishers, Toronto, 1986
- Kličky na kapesníku, Prága: Pražská imaginace, 1987 (szamizdat)
- Listopadový uragán, Prága: Tvorba, 1990
- Ponorné říčky, Prága: Pražská imaginace, 1991
- Růžový kavalír, Prága: Pražská imaginace, 1991
- Aurora na mělčině, Prága: Pražská imaginace, 1992
- Večerníčky pro Cassia, Pražská imaginace, Prague, 1993
- Atomová mašina značky Perkeo sc, Prace, 1991
- Bambini di Praga; Barvotisky; Krásná Poldi Prága: Československý spisovatel, 1990
- Básnění Prága: Pražská imaginace, 1991
- Bibliografie dodatky rejstříky Prága: Pražská imaginace, 1997
- Buďte tak hodná, vytáhnete rolety: výbor z milostné korespondence Prága: Triton, 1999
- Chcete vidět Zlatou Prahu?: výbor z povídek Prága: Mladá fronta, 1989
- Já si vzpomínám jen a jen na slunečné dny Nymburk: S Klos, 1998

Összegyűjtött művei 19 kötetben jelentek meg az 1990-es években.

### Hangoskönyv formájában megjelent (Magyarországon)
- Sörgyári capriccio (felolvassa: Für Anikó és Kern András (Pepin bácsi), Parlando, 2006, ISBN 963-86921-7-0)
- Táncórák idősebbeknek és haladóknak (felolvassa: Mácsai Pál, Kossuth-Mojzer, 2007, ISBN 963-09-5537-7)
- Őfelsége pincére voltam (felolvassa: Galkó Balázs, Parlando, 2007, ISBN 978-963-87293-2-3)
- Szigorúan ellenőrzött vonatok (felolvassa: Kálloy Molnár Péter, Parlando, 2007, ISBN 978-963-87293-3-0)
- Bambini di Praga 1947 (felolvassa: Galkó Balázs, Parlando, 2009, ISBN 978-963-87867-3-9)
- Házimurik (felolvassa: Bánsági Ildikó, Vajda László Magyar Rádió, 1993)
- Vita nuova (felolvassa: Bánsági Ildikó, Magyar Rádió, 1999)
- Levelek Aprilkának (felolvassa: Szilágyi István, Magyar Rádió, 1993)
- Münchhausen (felolvassa: Parti Nagy Lajos, Kossuth Kiadó, 2012)
- Foghíjak (felolvassa: Bánsági Ildikó, Titis Tanácsadó Kft., 2013)

### Megfilmesített művei
- Gyöngyök a mélyben (Perličky na dně) (1965, rendezők: Věra Chytilová, Jaromil Jires, Jiří Menzel, Jan Nemec, Evald Schorm)
- Szigorúan ellenőrzött vonatok (Ostře sledované vlaky) (1966, rendező: Jiří Menzel)
- Sörgyári capriccio (Postřižiny) (1980, rendező: Jiří Menzel)
- Hóvirágünnep (Slavnosti sněženek) (1983, rendező: Jiří Menzel)
- Gyöngéd barbárok (Něžný barbar) (1990, rendező: Petr Koliha)
- Pacsirták cérnaszálon (Skřivánci na niti) (1969, bem. 1990, rendező: Jiří Menzel)
- Angyali szemek (Bambini di Praga / Andělské oči, 1994, rendező: Dušan Klein)[2]
- Túlságosan zajos magány (Une trop bruyante solitude) (1996, rendező: Véra Cais)
- Őfelsége pincére voltam (Obsluhoval jsem anglického krále) (2006, rendező: Jiří Menzel)

### Életrajzi adatok
- Bohumil Hrabal életrajz(magyar)
- Bohumil Hrabal életrajz az Európa Könyvkiadó oldalán(magyar)

### Filmográfia
- Bohumil Hrabal a PORT.hu-n (magyarul)

### Irodalmi elemzések
- (magyar) A fiú és a világ (Bényei Tamás)
- Varga Attila: Hrabal arcai. Interjúkötet; Európa, Budapest, 1995
- Radko Pytlík: Hrabal-emlékkönyv; ford. Kiss Szemán Róbert; Eri, Budapest, 1998
- Monika Zgustová: Fanyar gyümölcsök édenkertjében. Bohumil Hrabal élete és halála; ford. Varga György, Hrabal-idézetek ford. Hap Béla et al.; Európa, Budapest, 1998
- Vörös István: A švejki lélek. Milan Kundera, Bohumil Hrabal és Ludovik Vaculík munkásságáról; Holnap, Budapest, 2002
- Tomáš Mazal: Bohumil Hrabal zajos magánya; ford. Kocsis Péter, Svoboda Róbert; Sziget, Budapest, 2003
- Varga Attila: Kerskói capriccio. Találkozások Hraballal; Panoráma, Budapest, 2003
- Aleksander Kaczorowski: Életjáték. Történet Bohumil Hrabalról; ford. Mihályi Zsuzsa; Európa, Budapest, 2006
- Hrabal '99. Tanulmányok Bohumil Hrabal 99. születésnapja tiszteletére; szerk. Balogh Gábor, Hanzelik Gábor; Szent Vince Szakkollégium, Piliscsaba, 2013
- Tomás Mazal: Szlalom a Parnasszusra. Útikalauz Bohumil Hrabal nyomában; ford. Molnár Éva, Polgár László; Te-Art-Rum, Budapest, 2017 (Bohemia kiskönyvtár)

### Saját írásai
- (magyar) Ki vagyok
- (magyar) Háromlábú ló az ügetőpályán
- (magyar) A mintakollekció visszaküldve. Mathias